# Roman Blumenschein
Roman Blumenschein (* 1981 in Linz, Oberösterreich) ist ein österreichischer Schauspieler.

## Leben
Roman Blumenschein, der in Oberösterreich aufwuchs, machte zunächst eine Schauspielausbildung an der Filmschule Wien (2002 bis 2003). Anschließend absolvierte er von 2003 bis 2007 sein Schauspielstudium an der Musik und Kunst Privatuniversität der Stadt Wien (vormals Konservatorium Wien).
Nach Abschluss seiner Ausbildung erhielt er sein erstes Festengagement am Stadttheater Regensburg, wo er von 2007 bis 2010 zum Ensemble gehörte. Dort trat er unter anderem als Happy in Tod eines Handlungsreisenden (2007), als Sebastian in Was ihr wollt, als Don Karlos (2009) und als Stabshauptmann Wassilij Wassiljewitsch Soljony in Drei Schwestern (2009) auf. In Regensburg arbeitete er mit den Regisseuren Frank Asmus, Michael Bleiziffer und Annegret Ritzel. 2010 übernahm er, unter der Regie von Johannes Zametzer, am Theater Regensburg die Rolle des Christian Buddenbrook in einer Bühnenfassung der Buddenbrooks.
Anschließend war er für zwei Spielzeiten (2011–2012) am Theater in der Josefstadt in Wien engagiert, wo er unter anderem als Leutnant Demeter Stanzides im Schnitzler-Stück Das weite Land auftrat. Seither arbeitet er als freischaffender Schauspieler. Er gastierte seit 2012 bei verschiedenen Theaterproduktionen u. a. am Schauspielhaus Wien (2013), beim „Theaterspectacel Wilhering“ (2013), am Salzburger Landestheater (2014; als Just in Minna von Barnhelm), am Theater in der Drachengasse in Wien (2014–2016) und am Dschungel Wien. 
Blumenschein war weiters Mitglied des freien „aktionstheater ensemble“; die Uraufführung Drei Sekunden mit dem „aktionstheater ensemble“ erhielt 2014 den Jurypreis der Heidelberger Theatertage. 2015 und 2017 gastierte er bei den Sommerspielen Perchtoldsdorf als Sebastian in Der Sturm und als Wachtmeister Paul Werner in der Lessing’schen Minna von Barnhelm.
In der Spielzeit 2015/16 gastierte er am Stadttheater Klagenfurt als Vater Alain Reille in dem Vier-Personen-Stück Der Gott des Gemetzels von Yasmina Reza. In der Spielzeit 2016/17 trat er im März 2017 in der Hauptrolle des Isaac in dem Stück Geächtet von Ayad Akhtar an den Vereinigten Bühnen Bozen auf. In der Spielzeit 2017/18 übernahm er an den Vereinigten Bühnen Bozen die Rolle des Verehrers Walter in dem Theaterstück Der thermale Widerstand von Ferdinand Schmalz (Premiere: Jänner 2018). In der Spielzeit 2018/19 spielte er an den Vereinigten Bühnen Bozen gemeinsam mit Peter Schorn in der von Tom Kühnel und Ralf Fiedler entwickelten Bühnenfassung des Bestsellers Die Hauptstadt von Robert Menasse.
Blumenschein übernahm auch einige Film- und Fernsehrollen. Der Kurzfilm Wir fliegen von Ulrike Kofler, mit Blumenschein in der männlichen Hauptrolle, erhielt mehrere Preise auf internationalen Filmfestivals. Im Februar 2018 war er in der österreichischen Krimiserie SOKO Kitzbühel in einer Episodenrolle zu sehen; er spielte den dubiosen Tätowierer Chris, der nebenbei mit funktionellen Implantaten illegal Geld verdient und unter Mordverdacht gerät. In der 11. Staffel der österreichischen TV-Serie SOKO Donau (2019) übernahm Blumenschein eine der Episodenrollen als Flugbegleiter Tom Glockner und Nachbar von Major Carl Ribarski.
Blumenschein arbeitet auch als Sprecher und Erzähler für den Hörfunk, für Hörspiele und TV-Dokumentationen. Er ist Vater einer Tochter und eines Sohnes und lebt in Wien.

## Filmografie (Auswahl)
- 2012; 2013: Tom Turbo (Fernsehserie, zwei Folgen)
- 2013: Schlawiner: Kuckuck (Fernsehserie, eine Folge)
- 2013: Wir fliegen (Kurzfilm)
- 2017: Die beste aller Welten (Kinofilm)
- 2017: Das kleine Vergnügen
- 2017: Snakebite (Kurzfilm)
- 2018: SOKO Kitzbühel: Schöpfung (Fernsehserie, eine Folge)
- 2019: SOKO Donau: Hausfreunde (Fernsehserie, eine Folge)
- 2023: Die Bergretter: Altes Eisen (Fernsehserie, eine Folge)
- 2024: Kafka (Fernsehserie)
- 2024: Schnell ermittelt (Fernsehserie, Folge Yvonne Novotny)